# Microcymatura
Microcymatura is een kevergeslacht uit de familie van de boktorren (Cerambycidae). De wetenschappelijke naam van het geslacht werd voor het eerst geldig gepubliceerd in 1950 door Breuning.

## Soorten
Microcymatura omvat de volgende soorten:
- Microcymatura antennalis Breuning, 1950
- Microcymatura flavipennis Báguena & Breuning, 1958
- Microcymatura flavodiscalis Báguena & Breuning, 1958
- Microcymatura macrophthalma Báguena & Breuning, 1958